# グランドコモロ島
グランドコモロ島(グランドコモロとう、Grande Comore、Ngazidja)は、インド洋西部、モザンビーク海峡にあるコモロ諸島の島のひとつ。同じくコモロ諸島に属するアンジュアン島（ンズワニ島）、モヘリ島（ムワリ島）とともにコモロ連合を構成する。ンジャジジャ島（Njazidja）ともよばれる。
人口は2006年の推計で316,600人、面積は1,148km2とコモロ諸島で最も大きく、首府モロニはコモロの首都ともなっている。

## 地理
他のコモロ諸島の島々と同じく、グランドコモロ島も火山島であり、なかでも島の最高峰であるカルタラ山（Le Karthala。標高2,361m）は活火山である。カルタラ山は数十年に一度の噴火を繰り返しており、2005年にも噴煙を10km以上も噴き上げる大規模な噴火が起きた。コモロ諸島では最も広く標高が高い島だが、活発な火山活動のため火山灰でできた土壌の透水性が非常に高く、降水量が多いにもかかわらず河川が一切存在しない。このため土壌浸食は抑えられているものの、水源はわずかな地下水に頼らざるを得ない。
気候はサバナ気候に属し、明確に雨季と乾季にわかれるものの、降水量は非常に多く、年間降水量はモロニで約2800mmであり、カルタラ山の一部では8700mmにまで達する。

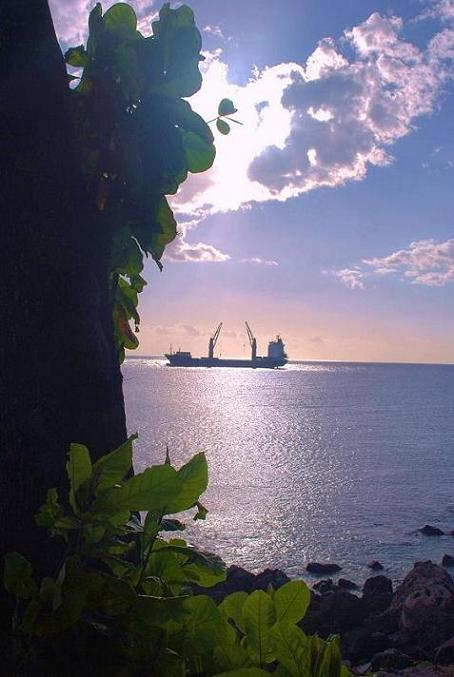
Grande Comore Harbor Bay.

## 歴史
グランドコモロ島は複数の君主が存在し抗争を繰り返していたが、19世紀末にこの抗争に乗じる形でフランスが勢力を拡大し、他島と同様に支配下におさめた。1958年にはそれまでマヨット島のザウジに置かれていたコモロ植民地の首都をグランドコモロ島のモロニに移転することが議決され、1960年には遷都が開始された。1974年に行われた独立に対する国民投票では独立賛成派が多数を占め、これを受けてグランドコモロ島は1975年に独立したコモロ国の一部となり、モロニに同国の首都が置かれた。
独立後、首都のあるグランドコモロ島に開発が偏っているとの不満が他2島にはくすぶっており、さらに1996年に大統領に就任したモハメド・タキが出身であるグランドコモロ島優遇政策をとったことが、1997年のアンジュアン島及びモヘリ島の独立宣言ならびにフランスへの再植民地化嘆願の一因となった。これを受け、2001年には国号変更とともに3島から輪番制で大統領が選出されることとなった。

## 生活
グランドコモロ島の空港はモロニ北郊のハハヤにあるプリンス・サイード・イブラヒーム国際空港であり、他2島への国内便のほか、国際線も発着している。主要港はモロニ港であるが、目立った改修が行われておらず、大型船の接岸は不可能である。
住民はコモロ人、日常語はコモロ語、宗教はイスラム教スンニ派がほとんどを占める。